# German Handball Awards
Die German Handball Awards sind eine jährliche Auszeichnung im deutschen Handball. Sie wurden vom Magazin Bock auf Handball und dem Internetportal handball-world.news ins Leben gerufen und erstmals für 2021 vergeben. Seit 2023 sind Handballwoche, Kicker, handball.net und Dyn weitere Partner. Die Nominierungen und die Vergabe des Preises für das Lebenswerk erfolgen durch eine Jury, die Sieger in den weiteren Kategorien werden in Publikumsabstimmungen der Partner ermittelt. Seit 2023 findet in diesem Rahmen auch die Wahl des Handballers und der Handballerin des Jahres statt, welche bis dahin von der Handballwoche organisiert wurde. Die Verleihung findet bei einer Gala im Studio von Dyn statt.
Der Jury gehören Annett Sattler (Dyn Media), Julia Nikoleit (handball-world.news), Wolfgang Sommerfeld (handball.net), Sascha Klahn (Bock auf Handball) und Olaf Buchmann (Handballwoche) an.

## Gewinner

### Handballer des Jahres
(bis 2022 German Handball Award Männer)
- 2021: Johannes Golla
- 2022: Juri Knorr
- 2023: Gísli Kristjánsson
- 2024: Renārs Uščins

### Handballerin des Jahres
(bis 2022 German Handball Award Frauen)
- 2021: Alina Grijseels
- 2022: Emily Bölk
- 2023: Emily Bölk
- 2024: Xenia Smits

### Überraschung des Jahres
(bis 2022 Aufsteiger des Jahres)
- 2021: Julian Köster und Johanna Stockschläder
- 2022: Eric Johansson
- 2023: Renārs Uščins
- 2024: Marko Grgić und Nina Engel

### Nachwuchshoffnung des Jahres
- 2021: Nils Lichtlein und Lotta Röpcke
- 2022: David Móré
- 2023: Fritz-Leon Haake
- 2024: Jan Mudrow und Lara Däuble

### Beachhandballer des Jahres
- 2021: Hendrik Sander
- 2022: Nicolas Rascher
- 2023: Lennart Liebeck
- 2024: Moritz Ebert

### Beachhandballerin des Jahres
- 2021: Lucie-Marie Kretzschmar
- 2022: Lucie-Marie Kretzschmar
- 2023: Lena Klingler
- 2024: Carolin Hübner

### Team des Jahres
- 2021: SC Magdeburg
- 2022: SC Magdeburg
- 2023: SC Magdeburg
- 2024: Nationalmannschaft Männer  und Beach-Nationalmannschaft Frauen

### Trainer des Jahres
- 2021: Bennet Wiegert
- 2022: Bennet Wiegert
- 2023: Bennet Wiegert
- 2024: Bennet Wiegert

### Schiedsrichter des Jahres
- 2021: Robert Schulze/Tobias Tönnies
- 2022: Robert Schulze/Tobias Tönnies
- 2023: Tanja Kuttler/Maike Merz
- 2024: Robert Schulze/Tobias Tönnies

### Persönlichkeit des Jahres
- 2021: Alfreð Gíslason
- 2022: Amelie Berger und Mia Zschocke
- 2023: Andy Schmid
- 2024: Johannes Bitter

### Publikumsliebling
- 2021: Johannes Bitter und Emily Bölk
- 2022: Gísli Kristjánsson
- 2023: Gísli Kristjánsson
- 2024: Gísli Kristjánsson

### Lebenswerk
- 2021: Lars Geipel/Marcus Helbig
- 2022: Carsten Lichtlein
- 2023: Rolf Brack (postum)
- 2024: Hans Lindberg

### Sonstige Preise
Engagementpreis
- 2023: Breite trifft Spitze
- 2024: Fans der Färöer-Inseln

Zukunftspreis
- 2023: Play Handball

Influencer des Jahres
- 2021: Michael Kraus
- 2022: Stefan Kretzschmar

Manager des Jahres 
- 2021: Stefan Güter

Handballmoment des Jahres
- 2021: SLZB Berlin und Landesgymnasium für Sport Leipzig